# Ledocarpaceae
Ledocarpaceae là một họ thực vật hạt kín được đặt trong bộ Geraniales. Tên khoa học của họ này có nguồn gốc từ chi Ledocarpon Desf., 1818, hiện nay coi là đồng nghĩa của chi Balbisia.
Khi được công nhận thì họ này chứa các chi Balbisia (bao gồm cả Ledocarpon), Rhinchotheca và Wendtia, với khoảng 12 loài cây bụi có lá mọc đối, hoa lưỡng tính và quả nang ở miền tây Nam Mỹ, đặc biệt trong khu vực dãy núi Andes.
Trong phiên bản năm 2009, phân loại của APG không công nhận họ này mà gộp nó vào trong họ Vivianiaceae, còn trong phiên bản năm 2016, phân loại của APG cũng không công nhận họ này mà gộp nó vào trong họ Francoaceae.

## Hình ảnh

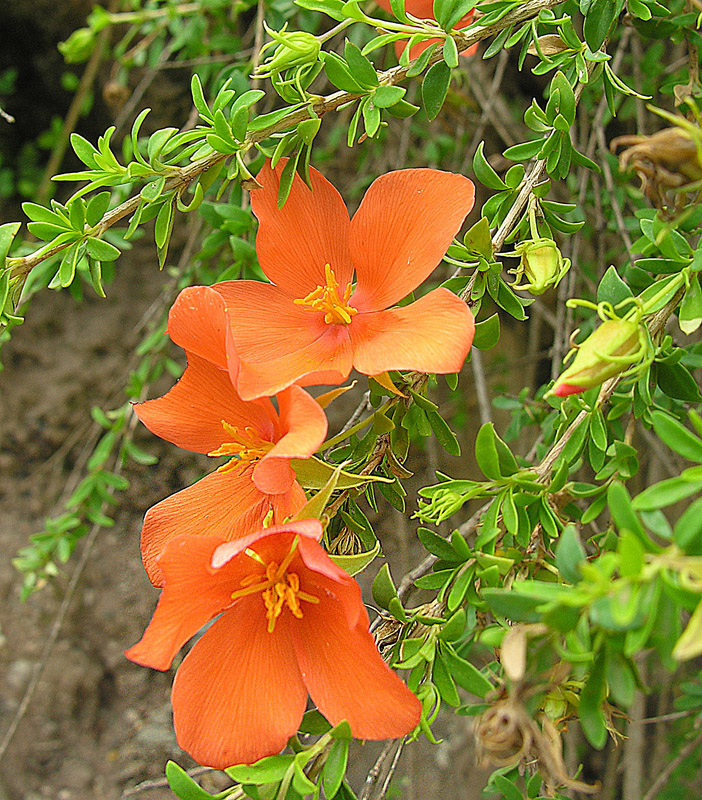
Balbisia miniata
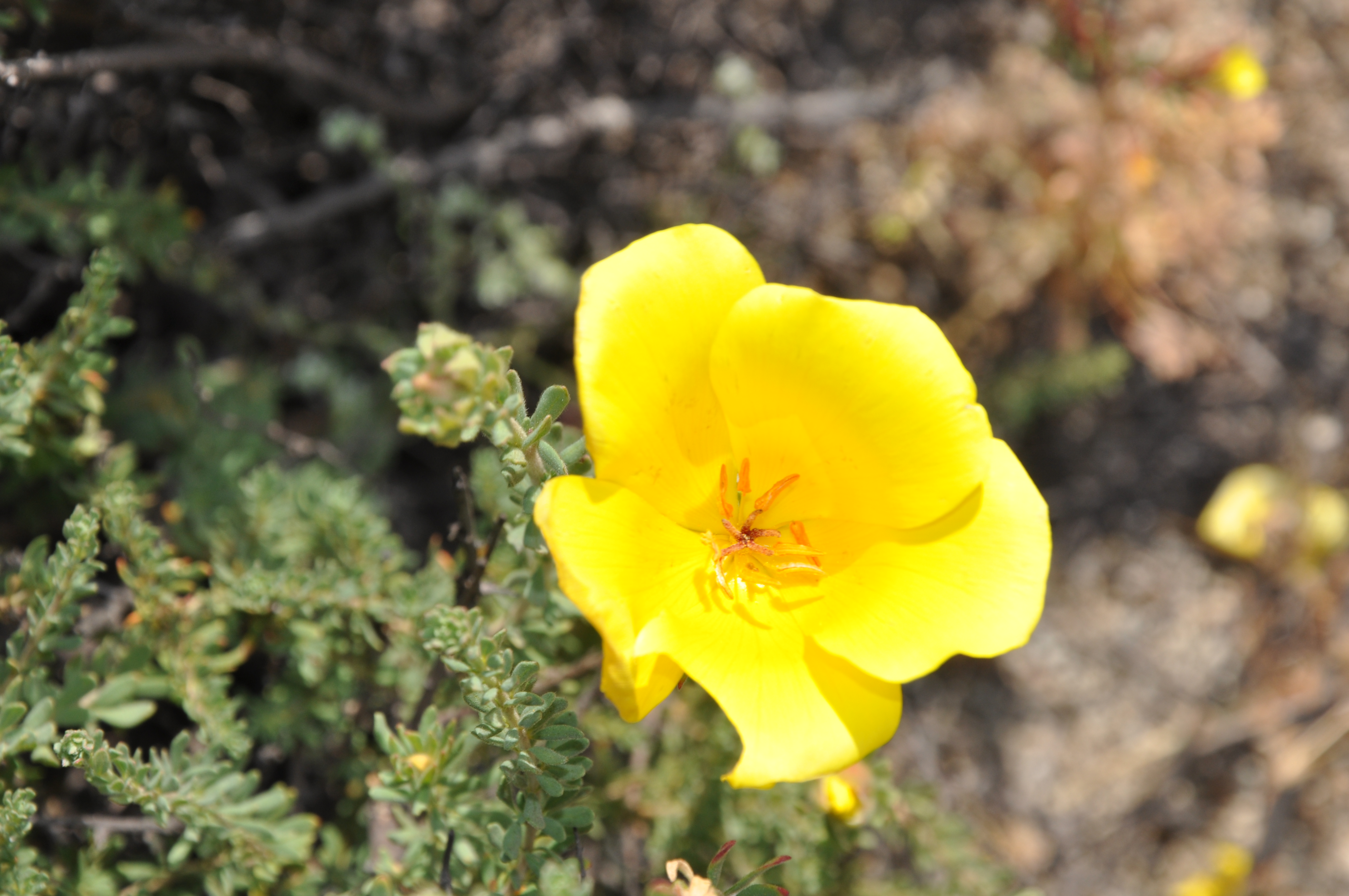
Balbisia peduncularis